# Kymenhof
Der Kymenhof (auch Keimenhof) ist ein abgegangener mittelalterlicher Hof auf der Gemarkung der Gemeinde Auenwald im baden-württembergischen Rems-Murr-Kreis. Über die Geschichte der Wüstung, von der sich keine Reste erhalten haben, ist nicht mehr viel bekannt.

## Lage
Vermutlich lag der Kymenhof auf der Markung der Altgemeinde Unterbrüden, wahrscheinlich nahe der Flur Keimenäcker und den Keimenwiesen, einige hundert Meter nordwestlich von Unterbrüden.

## Geschichte
Der Hof gehörte einst den Herren von Urbach. Erstmals erwähnt wurde der Kymenhof in einer Urkunde von 1426. Am 29. November 1426 verkauften Georg von Urbach und seine Gemahlin Ursula von Urbach (geborene von Schellenberg) den Kymenhof nebst Gütern zu Hohnweiler und Schnarrenberg an die Grafen Ludwig I. und Ulrich V. von Württemberg für 133 Gulden, 9 Schillinge und 6 Heller. 1439 löste Anselm von Yberg den Hof samt den Gütern zu Hohnweiler und Schnarrenberg unter Einwilligung der Herrschaft Württemberg von den Erben des Wilhelm Truchseß von Stetten.